# Serianus patagonicus
Espèce
Synonymes
- Garypinus patagonicus Ellingsen, 1904

Serianus patagonicus est une espèce de pseudoscorpions de la famille des Garypinidae.

## Distribution
Cette espèce se rencontre en Argentine et au Chili.

## Description
L'holotype mesure 2,75 mm.

## Étymologie
Son nom d'espèce lui a été donné en référence au lieu de sa découverte, la Patagonie.

## Publication originale
- Ellingsen, 1904 : On some pseudoscorpions from Patagonia collected by Dr. Filippo Silvestri. Bollettino dei Musei di Zoologia e di Anatomia Comparata della R. Università di Torino, vol. 19, p. 1-7 (texte intégral).